# The Lovin' Spoonful
The Lovin' Spoonful je americká pop rocková skupina založená v šedesátých letech 20. století. Proslavili se skladbou Summer In the City.V roce 2000 vstoupila do Rock and Roll Hall of Fame.

## Diskografie

### Alba
- 1965 – Do You Believe in Magic
- 1966 – Daydream
- 1966 – What's Up Tiger Lily? (soundtrack)
- 1966 – Hums of the Lovin' Spoonful
- 1967 – The Best of the Lovin' Spoonful
- 1967 – You're A Big Boy Now (soundtrack)
- 1967 – Everything Playing
- 1968 – The Best of the Lovin' Spoonful, Vol. 2
- 1969 – Revelation: Revolution '69